# Esporão (Góis)
Esporão é uma povoação portuguesa pertencente à freguesia de Góis, localizada no município com o mesmo nome e no distrito de Coimbra. Dista 7,5 km da sede de concelho e de freguesia, a vila de Góis. Está situada a uma altitude média de 560m na Serra da Lousã.
O testemunho mais antigo da aldeia é datado do século XVI, quando D. João III, em 1527, determinou fazer o levantamento dos nomes das cidades, vilas e lugares que havia no reino, bem como quantos moradores havia em cada um deles, o que daria origem ao primeiro cadastro nacional, finalizado cinco anos depois, em 1532. Nesse documento surge referência ao Esporão, num concelho onde a vila de Góis tinha então 77 moradores.
Alongando-se por zonas como o Lugar Antigo, Lugar, Boleirinha, Cabeço da Fonte, Selada, Santo António e Estrada Nova, a povoação tem características que fazem antever boas perspetivas de desenvolvimento, apesar da progressiva e intensa desertificação humana do Interior que existe em Portugal desde as décadas de 1940 e 1950. A sua localização privilegiada, à beira da Estrada Nacional 2 (EN2), pode explicar a relativa prosperidade da aldeia.
A capela de São Miguel, símbolo espiritual da povoação, foi inaugurada em 1755, depois de um ano antes, o pároco da freguesia de Góis, António Lopes Falcão, ter feito uma doação de uma capela à povoação, ele que ali nascera. O edifício foi remodelado em 2008.

### Comissão de Melhoramentos
A Comissão de Melhoramentos do Esporão foi fundada em 4 de Dezembro de 1955, por Casimiro Martins, o seu grande impulsionador, em colaboração com António Henriques Nunes e José Cardoso Bandeira. Foi a primeira agremiação regionalista agregada da Casa do Concelho de Góis. A sua sede funciona em Lisboa, tendo à sua gestão a Casa de Convívio e o Espaço Museológico, ambos localizados no Esporão. É composta por 256 sócios, sendo 142 efetivos.